# Le Jardin des Finzi-Contini (film)
Pour les articles homonymes, voir Finzi.
Pour plus de détails, voir Fiche technique et Distribution.
Le Jardin des Finzi-Contini (Il giardino dei Finzi Contini) est un film italien de Vittorio De Sica, adapté du roman éponyme de Giorgio Bassani et sorti en 1970.
Il raconte les relations entre jeunes gens de la haute-bourgeoisie juive de la ville de Ferrare à la fin des années 1930, alors que le régime fasciste de Benito Mussolini met progressivement en vigueur une législation antisémite.
Le film a remporté l'Ours d'or du festival de Berlin ainsi que l'Oscar du meilleur film en langue étrangère en 1971.

## Synopsis
Au début du film, au cours de l'été 1938, un groupe de jeunes gens de Ferrare investit, à l'invitation de Micòl Finzi-Contini, le court de tennis du domaine de sa famille, juive, mais grande-bourgeoise et affiliée aux membres de l’aristocratie de Ferrare depuis plusieurs générations. L’accès au club de tennis de la ville vient en effet d'être interdit aux juifs. Parmi ces jeunes bourgeois hostiles aux fascistes se trouvent le narrateur, Giorgio, issu d'une famille juive de la petite-bourgeoisie et ami d'Alberto, grand-bourgeois et frère de Micòl, ainsi que Bruno Malnate, communiste chrétien et « aryen » solidaire de leur sort.
Les Finzi-Contini ont jusque-là vécu à l’écart, retranchés derrière les murs de leur immense propriété arborée, leurs enfants recevant les cours de professeurs particuliers. Mais Micòl, leur fille, rencontrait régulièrement le narrateur, Giorgio, lors des examens ainsi qu'à la synagogue que la famille, réformée, fréquentait épisodiquement. Devenue une très belle jeune fille, elle accueille ses amis et les amis de ses amis avec un sens parfait de l'hospitalité.
Quand Giorgio quitte le jardin des Finzi-Contini, un crieur de journaux dans la rue annonce « Nouvelles mesures contre les juifs ! ». De retour chez lui, Giorgio, inquiet, discute de ces mesures (interdiction des mariages mixtes, exclusion des juifs des écoles publiques et de l'armée, entre autres) avec son père qui refuse de leur accorder trop d'importance. Il sait pourtant que sa qualité de membre du parti fasciste ne suffit pas à le protéger, ni ses enfants.
Les visites chez les Finzi-Contini, qui se renouvellent et se rapprochent par la suite, au fil des promenades et parties de tennis, permettent à Giorgio d’avouer son amour à Micòl. Mais celle-ci se refuse à lui, bien qu'elle semble éprouver pour lui une réelle affection. Pour Giorgio, cette conduite énigmatique est à l'origine d'une profonde souffrance, d’abord intériorisée. Convaincu par son père puis persuadé lui-même que cette union est impossible et qu’un tel refus est lié à la différence de statut social entre leurs familles, Micòl faisant partie d’une famille de la très haute-bourgeoisie, il se rendra compte plus tard que cette dernière a en fait noué des liens d’affection avec Bruno Malnate. 
Dans le même temps, le régime fasciste multiplie les mesures vexatoires contre les juifs, mais la famille Finzi-Contini refuse elle aussi de croire à la menace. Petit à petit, sous l'effet des lois de discrimination raciale, le quotidien des protagonistes se referme sur le domaine des Finzi-Contini, protégé du monde extérieur.
Les enfants sont finalement chassés de l'université de Ferrare où ils font leurs doctorats. Ils décident alors de partir les terminer ailleurs, respectivement à Grenoble et Venise. Par la suite, lors de leur retour à Ferrare, même une simple sortie à vélo dans les rues de la ville s'avère risquée. Leur vie se retrouve bientôt totalement confinée à l’immense domaine familial.
L'Italie entre alors en guerre et intervient en Russie. Alberto, frère de Micòl, meurt de maladie. Le film se termine cinq ans après son commencement, en 1943, par l’arrestation de la famille Finzi-Contini et son rassemblement expéditif dans une école de Ferrare, où se trouve aussi le père de Giorgio. Ils se demandent ce qu'on va faire d'eux.

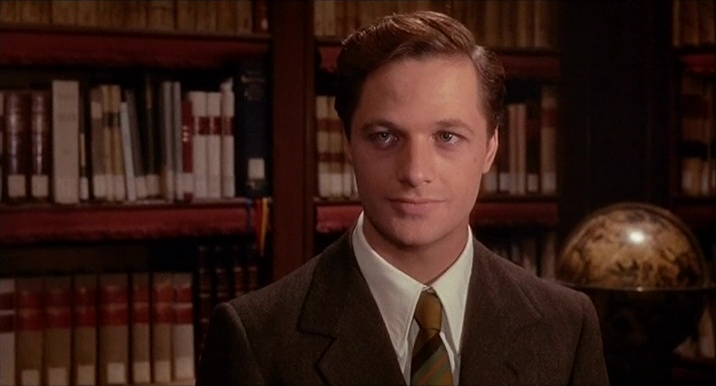
Giorgio, interprété par Lino Capolicchio.

## Fiche technique
- Titre original : Il Giardino dei Finzi Contini
- Titre français : Le Jardin des Finzi-Contini
- Réalisation : Vittorio De Sica, assisté de Giorgio Treves
- Scénario : Vittorio Bonicelli (it) et Ugo Pirro, d'après le roman homonyme de Giorgio Bassani
- Décors : Roberto Granieri
- Costumes : Antonio Randaccio
- Photographie : Ennio Guarnieri
- Montage : Adriana Novelli (it)
- Musique : Manuel De Sica
- Production : Artur Brauner, Arthur Cohn, Gianni Hecht Lucari
- Sociétés de production : Documento Films (Espagne), CCC-Filmkunst (Berlin)
- Sociétés de distribution : Ad Vitam (France)
- Pays d'origine :  Italie,  Allemagne de l'Ouest
- Langue : italien
- Format : Couleurs - 35 mm - 1,85:1 (1,75:1 au tournage ) - Son mono
- Genre : drame
- Durée : 94 minutes
- Dates de sortie :
  - Israël : 2 décembre 1970
  - Italie : 4 décembre 1970
  - Allemagne de l'Ouest : 3 juillet 1971
  - France : 8 décembre 1971

## Distribution
- Lino Capolicchio : Giorgio
- Dominique Sanda : Micòl Finzi-Contini
- Fabio Testi : Bruno Malnate
- Romolo Valli : le père de Giorgio
- Helmut Berger : Alberto Finzi-Contini
- Camillo Cesarei : le père de Micòl
- Inna Alexeieff : Regina, la grand-mère de Micòl
- Katina Morisani : la mère de Micòl
- Barbara Leonard Pilavin : la mère de Giorgio
- Michael Berger : l'étudiant allemand
- Ettore Geri : le majordome des Finzi-Contini
- Raffaele Curi : Ernesto
- Gianpaolo Duregon : Bruno Lattes
- Marcella Gentile : Fanny
- Cinzia Bruno : Micòl jeune
- Alessandro D'Alatri : Giorgio jeune
- Camillo Angelini-Rota : le professeur Ermanno Finzi-Contini
- Enzo Nigro : l'agent de l'OVRA
- Edoardo Toniolo : le directeur de la bibliothèque communale
- Katina Viglietti : Olga Finzi-Contini